# リッチフロー

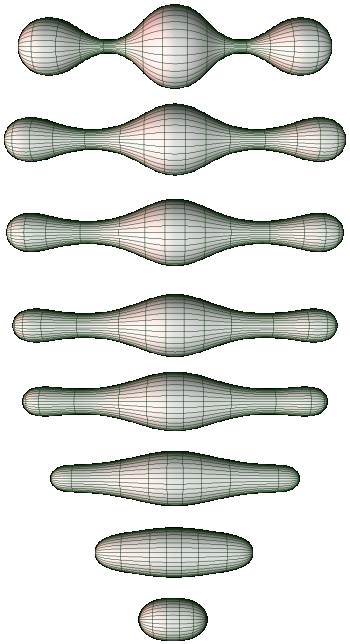
2次元多様体上のリッチフローの各ステージ

リッチフロー (Ricci flow) とは、微分幾何学における本来の幾何学的フロー(geometric flow)の一つである。リッチフローは、熱伝導方程式に形式的に似た方法でリーマン多様体の計量の特異点を滑らかに変形する過程である。
グレゴリオ・リッチ＝クルバストロ(Gregorio Ricci-Curbastro)の名前に因むリッチフローは、最初にリチャード・ハミルトン (Richard Hamilton) により1981年に導入され、リッチ・ハミルトンフロー (Ricci–Hamilton flow) とも呼ばれる。リッチフローは、最初にグリゴリー・ペレルマン (Grigori Perelman) によりポアンカレ予想の証明のために使われ、同様に、サイモン・ブレンデルとリチャード・シェーンによる微分可能球面定理(differentiable sphere theorem) の証明に使われた。

## 数学的定義
計量テンソル gij を持つリーマン多様体が与えられると、リッチテンソル Rij を計算することができる。リッチテンソルは、一種のリーマン曲率テンソルの「トレース」の断面曲率の平均値を集めたものである。計量テンソルと関連付けられたリッチテンソルを、通常は「時間」と呼ばれる（必ずしも物理的な時間と関係ないこともありうる）変数とすると、リッチフローは、幾何学的発展方程式 (geometric evolution equation)
{\displaystyle \partial _{t}g_{ij}=-2R_{ij}}
として定義することができる。正規化されたリッチフローは、コンパクト多様体に対して意味を持ち、等式
{\displaystyle \partial _{t}g_{ij}=-2R_{ij}+{\frac {2}{n}}R_{\mathrm {avg} }g_{ij}}
で与えられる。ここに、{\displaystyle R_{\mathrm {avg} }} は（トレースを取ることで得られるスカラーテンソルの平均値であり、{\displaystyle n} は多様体の次元である。この正規化された等式は、計量としての体積形式を保存する。
変数 t を 0 でない実数へ取り替えることができるため、−2 の掛け算の要素は、あまり重要性がない。しかし、マイナス符号はリッチフローが充分小さな正の時間に対して定義するできることを保証する。符号を変えると、リッチフローは通常、小さな負の時間に対して定義することができる。（このことは、熱方程式が時間とともに前へ進むことができるが、後ろへ進むことはできないことと、同じ状況である。）
非公式には、リッチフローは多様体の負に曲がった領域では膨張する傾向があり、逆に、正の曲がった領域では収縮する傾向がある。

## 例
- 多様体がユークリッド空間、あるいはより一般的にリッチ平坦であれば、リッチフローは計量不変とする。逆に、リッチフローにより不変な計量は、リッチ平坦である。
- 多様体が（普通の計量を持つ）球面であれば、リッチフローは有限時間内に一点へ多様体を収縮させる。球面が n 次元の半径 1 であれば、時間 t 後に、計量は (1 −2t(n − 1)) 倍となるので、多様体は時間 1/2(n − 1) 後に収縮する。より一般的に、多様体がアインシュタイン多様体（リッチフローが定数 × 計量である多様体）であれば、正の曲率の場合はリッチフローはこの多様体を一点に収縮させ、曲率が 0 であれば多様体を不変とし、負の曲率であれば膨張させる。
- コンパクトアインシュタイン多様体では、計量が正規化されたリッチフローの下に不変である。逆に、任意の正規化されたリッチフローにより不変な計量はアインシュタイン計量である。

このことは一般にリッチフローは全時間連続ではありえず、特異点を生み出す。3-次元多様体に対し、ペレルマン (Perelman) は、リッチフローの手術を使い特異点を過去へ連続させる方法を示した。
シガーソリトン解
- 重要な 2-次元の例が、シガーソリトン解 (cigar soliton solution) である。この解は、ユークリッド平面上の計量 {\displaystyle (dx^{2}+dy^{2})/(e^{4t}+x^{2}+y^{2})} で与えられる。この計量はリッチフローの下で収縮するが、その幾何学は不変のまま残る。そのような解を安定リッチソリトンという。3-次元の安定リッチソリトンの例は、「ブライアントソリトン」で、これは回転対称性を持ち、正の曲率をもち、常微分方程式を解くことにより得られる。

## 一意化定理、幾何化予想との関係
リチャード・ハミルトン (Richard Hamilton) が1981年にリッチフローを導入した目的は、滑らかな 3次元多様体の位相分類に関連したウィリアム・サーストンの幾何化予想への見方を与えるためであった。ハミルトンのアイデアは、計量の中で滑らかでない特異な性質を持つ傾向にある非線形拡散方程式の一種を定義することにあった。したがって、与えられた多様体 M 上の任意の計量 g を置き換え、リッチフローによって計量を発展させることは、計量がある特別な良い性質を持つ計量に近づかねばならない。この計量は M の標準的な形 (canonical form) を構成するかも知れない。適当な標準的な形は既にサーストンにより特定されていて、サーストンの幾何学的モデル (Thurston model geometries) と呼ばれている。モデルには、3次元球面 S3、3次元ユークリッド空間 E3、3次元双曲空間 H3 という等質的で等長な 3つのモデルと、5つの等質的ではあるが等長性を持たない異種リーマン多様体がある。（これは 3-次元実リー代数の 9つのクラスへの分類であるビアンキ分類と密接に関連しているが同一ではない。）ハミルトンのアイデアは、これらの特別な計量がリッチフローの不動点のような振る舞いをするはずであるということにあり、多様体が与えられると、大域的には唯一のサーストンの幾何学が許容され、フローの下ではアトラクターとして振る舞うはずであるというアイデアである。
ハミルトンの正のリッチフローを持つ計量がある滑らかな3次元閉多様体は、サーストンの幾何学をただ一つ持つ。つまり球形の計量を持ち、リッチフローの特異点を引き付けるのように実際作用して、体積を保存するよう正規化される。（正規化されていないリッチフローの下では、多様体は有限時間内に一点に崩壊する。）このことは幾何化予想全体を証明したことにはならない。なぜならば、最も難しい場合は多様体が負のリッチ曲率を持つ多様体、特に負の断面曲率を持つ場合であるからである。（3次元閉多様体はすべて負のリッチ曲率を持つことができるという事実は、奇妙で興味深い！これは1986年に L. Zhiyong Gao と Shing-Tung Yau により証明された。）実際、19世紀の幾何学で成功したこととして一意化定理の証明があった。これはハミルトンのリッチフローが負の曲率を持つ2次元多様体から双曲平面と局所同値である 2-次元の多数の穴の開いたトーラスへ発展するという滑らかな 2次元多様体の分類に似ている。この話題は、解析学や数論、力学系、数理物理学、天文学さえも密接に関連する重要な話である。
規格化（一意化）という言葉は、正確には幾何学における特異な性質を滑らかにして取り除く方法を示唆しており、幾何化という言葉は滑らかな多様体上の幾何学を示唆していることに注意する。幾何学はフェリックス・クラインのエルランゲンプログラムに似た方法を使う。（詳細は、幾何化予想を参照）特に幾何化の結果は等長的ではない幾何学かも知れない。定数曲率の場合を含むほとんどの場合に幾何学は一意的である。この分野の重要な問題は、実数での定式と複素数での定式の間の相互関係である。特に2次元多様体というよりも複素曲線を規格化における多くの議論は説明する。
リッチフローは体積を保存はしないので、リッチフローを規格化や幾何化へ適用する際に注意すべき事項は、体積を保存するようなフローを得るようにリッチフローを正規化する必要があることである。このことに失敗すると、問題は（たとえば）与えられた 3次元多様体がサーストンの標準的な形の一つへ変化する代わりに、サイズが縮小してしまうだろう。
n次元リーマン多様体のモジュライ空間の一種を構成することは可能で、リッチフローは実際このモジュライ空間の中へ幾何学的フロー (geometric flow) をもたらす（直感的に言うとフローに沿って粒子が流れる）。

## 拡散との関係
何故、リッチフローを定義する発展方程式が、一種の非線形拡散方程式であるかということを理解するためには、詳細に 2次元多様体の特別な場合を考えると、2次元多様体上の任意の計量テンソルは、指数函数的等温度座標 (exponential isothermal coordinate chart) では、次のような形として記述できる。
{\displaystyle ds^{2}=\exp(2\,p(x,y))(dx^{2}+dy^{2}).}
（これらの座標は、距離ではなく角度を正しく表現することから、共形的な座標系をもたらす。）
リーマン多様体のリッチテンソルやラプラス・ベルトラミ作用素を計算する最も容易な方法は、次式のエリー・カルタン (Élie Cartan) の微分形式の方法を使うことである。
{\displaystyle \sigma ^{1}=\exp(p)\,dx,\;\;\sigma ^{2}=\exp(p)\,dy}
すると、計量テンソルは
{\displaystyle \sigma ^{1}\otimes \sigma ^{1}+\sigma ^{2}\otimes \sigma ^{2}=\exp(2p)\,\left(dx\otimes dx+dy\otimes dy\right)}
となる。
次に、与えられた任意の滑らかな函数 h(x, y) に対し、外微分
{\displaystyle dh=h_{x}dx+h_{y}dy=\exp(-p)h_{x}\,\sigma ^{1}+\exp(-p)h_{y}\,\sigma ^{2}}
を計算し、ホッジ双対
{\displaystyle \star dh=-\exp(-p)h_{y}\,\sigma ^{1}+\exp(-p)h_{x}\,\sigma ^{2}=-h_{y}\,dx+h_{x}\,dy.}
を得て、もう一つの外微分
{\displaystyle d\star dh=-h_{yy}\,dy\wedge dx+h_{xx}\,dx\wedge dy=\left(h_{xx}+h_{yy}\right)\,dx\wedge dy}
を得る。（ここに、外積の反可換な性質を使う。）つまり、
{\displaystyle d\star dh=\exp(-2p)\,\left(h_{xx}+h_{yy}\right)\,\sigma ^{1}\wedge \sigma ^{2}}
となる。もう一つのホッジ双対は、
{\displaystyle \Delta h=\star d\star dh=\exp(-2p)\,\left(h_{xx}+h_{yy}\right)}
をもたらし、これらはラプラス・ベルトラミ作用素の求めていた形
{\displaystyle \Delta =\exp(-2\,p(x,y))\left(D_{x}^{2}+D_{y}^{2}\right)}
を与える。
曲率テンソルを計算するには、考えている双対標構の双対ベクトル場の外微分を取る。
{\displaystyle d\sigma ^{1}=p_{y}\exp(p)dy\wedge dx=-\left(p_{y}dx\right)\wedge \sigma ^{2}=-{\omega ^{1}}_{2}\wedge \sigma ^{2}}
{\displaystyle d\sigma ^{2}=p_{x}\exp(p)dx\wedge dy=-\left(p_{x}dy\right)\wedge \sigma ^{1}=-{\omega ^{2}}_{1}\wedge \sigma ^{1}.}
これらの表現から、独立な唯一の接続 1-形式 (connection one-form)
{\displaystyle {\omega ^{1}}_{2}=p_{y}dx-p_{x}dy}
を導くことができる。もう一つの外微分は、
{\displaystyle d{\omega ^{1}}_{2}=p_{yy}dy\wedge dx-p_{xx}dx\wedge dy=-\left(p_{xx}+p_{yy}\right)\,dx\wedge dy.}
である。これは曲率 2-形式 (curvature two-form)
{\displaystyle {\Omega ^{1}}_{2}=-\exp(-2p)\left(p_{xx}+p_{yy}\right)\,\sigma ^{1}\wedge \sigma ^{2}=-\Delta p\,\sigma ^{1}\wedge \sigma ^{2}}
を与える。このことから、
{\displaystyle {\Omega ^{1}}_{2}={R^{1}}_{212}\,\sigma ^{1}\wedge \sigma ^{2}.}
を使い、リーマンテンソルの線型独立な成分を導出できる。すなわち、
{\displaystyle {R^{1}}_{212}=-\Delta p}
であり、この式よりリッチテンソルの 0 でない成分は、
{\displaystyle R_{22}=R_{11}=-\Delta p.}
であることが分かる。このことから、双対座標の基底 (coordinate cobasis) に関しての各成分を見つけることができ、
{\displaystyle R_{xx}=R_{yy}=-\left(p_{xx}+p_{yy}\right)}
を得ることができる。
しかし、計量テンソルも対角的であり、
{\displaystyle g_{xx}=g_{yy}=\exp(2p)}
とでき、少し要素を計算すると、エレガントなリッチフローの表現
{\displaystyle {\frac {\partial p}{\partial t}}=\Delta p}
を得ることができる。この式は明らかに、よく知られている拡散方程式の類似であり、熱方程式
{\displaystyle {\frac {\partial u}{\partial t}}=\Delta u}
である。ここに、{\displaystyle \Delta ={D_{x}}^{2}+{D_{y}}^{2}} は通常のユークリッド平面上のラプラシアンである。読者は、熱方程式はもちろん線型偏微分方程式であるが、リッチフローを定義している偏微分方程式の中では非線型性ではなかったのか？ということに気づくかも知れない。
この疑問への答えは、計量を定義することに使った函数 p にラプラス・ベルトラミ作用素が依存しているので、非線型性となるが答えとなる。しかし、p(x, y) = 0 とすることにより、平坦なユークリッド平面が与えられることに注意する。p の大きさが充分に小さいとき、これを平坦な平面の幾何学からの小さな偏りと定義することができ、指数を計算するとき一次の項のみ分かっていれば、リッチフローはほぼ平坦な 2次元リーマン多様体上の 2次元の熱方程式となる。この計算は、まさに（熱方程式に従い）熱い部分の異常な熱分布は、時間の経過とともにより他と等しくなる傾向を持つので、（リッチフローに従っても）無限の平坦なプレート上で「無限遠点」へ熱を運びさることができるのと同じ方法で、ほぼ平坦なリーマン多様体は熱を平準化する傾向を持っている。一方、熱いプレートは有限の大きさであるので、熱を運び去ることを止める境界を持たない。よって、温度を「等質化する」ことが期待できるが、温度を 0 とすることは期待できない。同様に、リッチフローを歪んだ球体へ適用すると、時間の経過とともに幾何学を平らにする傾向を持つが、平坦なユークリッド幾何学へ変えてしまうようなことはない。

## 最近の発展
リッチフローは、1981年以来、集中的に研究されてきた。最近のリッチフロー発展は、どのように高次元リーマン多様体がリッチフローに従って発展するか、特に、どのタイプのパラメータ化された特異点が形成されるかという詳細な疑問へ集中している。たとえば、リッチフローの解のあるクラスは、ダンベル型特異点 (neckpinch singularities) は、ある特別な時間 t0 にフローが近づくに従い、ある位相的な性質（正のオイラー標数）を持つ発展している n次元のリーマン多様体を構成する。ある条件が揃う場合には、そのようなダンベル型はリッチソリトンと呼ばれる多様体を生み出す。
多くの関連する幾何学的フロー (geometric flow) があり、その中に山辺フロー (Yamabe flow) やカラビフロー (Calabi flow) も含まれていて、リッチフローと似たような性質を持っている。
s.vacaruは非ホロノミックリッチフローでフィンスラーラグランジュ幾何学に取り組み、アインシュタイン計量を進化させ加速宇宙や暗黒物質などを説明しようとしている。

### 応用
- 一意化定理
- 幾何化予想
- ポアンカレ予想の解決
- 微分球面定理（英語版）(Differentiable sphere theorem)

### 一般的な脈絡
- リッチ曲率
- 変分の計算（英語版）(Calculus of variations)
- 幾何学的フロー(Geometric flow)
- 非ホロノミック系